# Gemini 4
Gemini 4 byl pilotovaný kosmický let uskutečněný ve dnech 3. až 7. června 1965 v rámci amerického kosmického programu Gemini. Měl sériové označení GLV-4 12559, označení v katalogu COSPAR 1965-043A. Byl 14. kosmickou lodí s posádkou vyslanou do vesmíru. Během letu se uskutečnil první výstup Američana do vesmíru.

## Posádka
- James McDivitt (1), velící pilot
- Edward White (1), pilot

V závorkách je uvedený dosavadní počet letů do vesmíru včetně této mise.

### Záložní posádka
- Frank Borman, velící pilot
- Jim Lovell, pilot

## Průběh letu Gemini 4

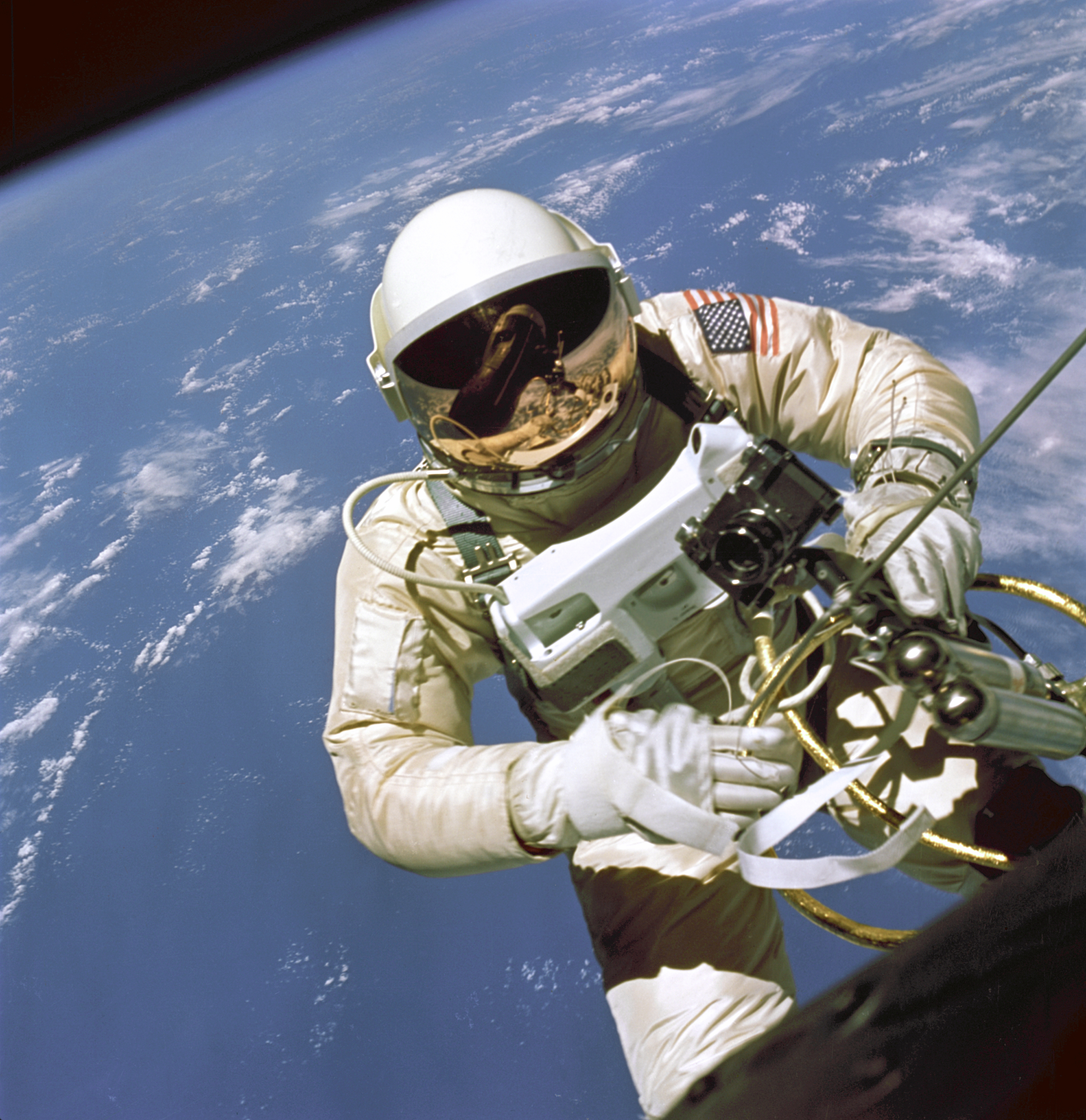
Edward White při prvním americkém výstupu do vesmíru

Start letu Gemini 4 s velícím pilotem Jamesem McDivittem a pilotem Edwardem Whitem proběhl 3. června 1965 z mysu Canaveral. Prvním úkolem astronautů na oběžné dráze bylo přiblížení k vyhořelému 2. stupni nosné rakety. Místo plánovaných 8 metrů se jim podařilo přiblížit se jen na 90 m, při manévrech spotřebovali 50% paliva a řídící středisko další pokusy zamítlo. Astronauti se tedy začali připravovat na splnění hlavního cíle letu, jímž byl první americký výstup do vesmíru.
Po dekompresi kabiny astronaut Edward White v 19:45 UTC opustil kabinu lodi. Pohyboval se na konci 7,5 m dlouhého lana, pohyb si usnadňoval pomocí kyslíkové pistole, pohyb ani orientace mu nečinily žádné potíže. Doba pohybu ve volném prostoru byla naplánovaná na 14 minut, White se však vrátil na palubu po 22 minutách výstupu.
Po absolvování 62 oběhů Země se astronauti připravovali na přistání. 7. června 1965 v 16:56 UTC po oddělení přístrojové části byly zažehnuty brzdící motory a Gemini 4 vstoupila do atmosféry. Astronauti přistáli na padáku 936 km jihozápadně od Bermud, 64 km od čekající lodi USS Wasp..